# Televisão (canção)
"Televisão" é uma canção da banda brasileira de rock Titãs, lançada em 1985, parte do álbum de mesmo nome.
A música é "uma visão crítica da telinha presente no nosso dia-a-dia de maneira às vezes sufocante", debatendo o papel da televisão no emburrecimento de uma pessoa, porém permitindo à própria pessoa perceber-se vítima deste processo.
O refrão faz referência a uma pessoa chamada "Cride". Esta pessoa realmente existiu e tratava-se de Euclides Gomes dos Santos, amigo de infância do humorista Ronald Golias. Embora a faixa tenha sido lançada em 1985, foi apenas em 2014 que ele conheceu pessoalmente a banda, quando a banda realizou um show na cidade onde morava, São Carlos. Ele morreria no ano seguinte, aos 88 anos.
A música é o tema de abertura do programa de televisão Tá no Ar: a TV na TV, da Rede Globo, desde sua primeira temporada em 2014. A partir da quarta temporada, em 2017, a regravação de Lulu Santos passou a ser utilizada.